# Lisa Niemi

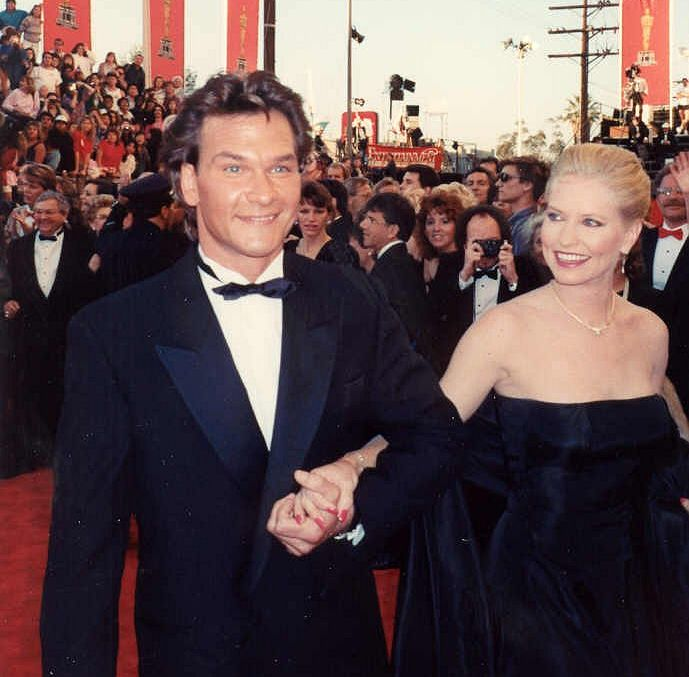
Lisa Niemi und Patrick Swayze bei der Oscarverleihung 1989

Lisa Niemi (* 26. Mai 1956 in Houston, Texas als Lisa Haapaniemi) ist eine US-amerikanische Schauspielerin und Tänzerin.

## Leben
Niemi wurde 1956 als Tochter finnischer Einwanderer in Houston, Texas, geboren. Sie lernte ihren späteren Ehemann, den US-Schauspieler, Sänger und Tänzer Patrick Swayze, im Alter von 15 Jahren kennen, als sie Tanzunterricht bei seiner Mutter Patsy Swayze nahm. Seit dem 12. Juni 1975 war sie mit ihm verheiratet.
Sie gründete mit ihm eine Filmproduktion, im Film One Last Dance (2003) spielten sie die Hauptrollen. Niemi schrieb das Drehbuch, übernahm die weibliche Hauptrolle und führte Regie. Produziert wurde der Film von Patrick Swayze. Am 14. September 2009 starb ihr Mann an Bauchspeicheldrüsenkrebs. Seit 2014 ist sie mit dem Juwelier Albert DePrisco verheiratet.

## Filmografie (Auswahl)

### Als Schauspielerin
- 1987: Max Headroom (Fernsehserie, 2 Folgen)
- 1987: Blondinen sterben früher (Slam Dance)
- 1987: Steel Dawn – Die Fährte des Siegers (Steel Dawn)
- 1990: Super Force (Fernsehserie)
- 1993: Younger and Younger
- 2003: One Last Dance (auch Regie und Drehbuch)
- 2004: Beat Angel

### Als Choreografin
- 1980: Urban Cowboy
- 1984: Grandview USA